# João Bosco & Vinícius
João Bosco & Vinícius es un dúo brasileño de música sertaneja formada por João Bosco Homem de Carvalho Filho (Rondonópolis, 11 de septiembre de 1981) y Vinícius Fernando Karlinke (Naviraí, 31 de diciembre de 1980).

## Historia
João Bosco y Vinícius se conocieron en 1991 con 10 años de edad cada uno, en la ciudad de Coxim, donde vivían. En 1994 participaron en el Festival da Canção, no como dupla, sino como adversarios, compitiendo con otros jóvenes por el premio. El festival finalizó con los dos empatados en segundo lugar. Después de eso, familiares y amigos animaron la creación de la dupla. Inicialmente, la idea no fue aceptada, pero cuando João Bosco y Vinícius decidieron por sí mismos cantar solos, dejaron atrás las participaciones en pequeños festivales para presentarse en eventos de Mato Grosso del Sur. 
En 1999 se mudaron a la localidad de Campo Grande, donde João Bosco comenzó a estudiar odontología y Vinícius ingresó en la facultad para estudiar fisioterapia. El público de la dupla pasó a estar compuesto principalmente por universitarios, comenzando la renovación del género sertanejo en Brasil: el llamado 'Sertanejo Universitario'. Actualmente la dupla reside en el municipio de Ribeirão Preto, en el interior de Paulista. 
El primer álbum fue lanzado en 2003, llamado Acústico no Bar, vendió 40 mil copias en Mato Grosso do Sul. El segundo disco, João Bosco & Vinícius, fue lanzado en 2004. El tercer álbum y primer DVD de la dupla salió en 2005, llamado Ao Vivo, con la canción más exitosa "Quero Provar Que Te Amo". El cuarto álbum y segundo DVD del dúo salieron en 2007, llamado Acústico pelo Brasil, grabado en las ciudades de Campo Grande, Cuiabá, Curitiba, Goiânia y Uberlândia.
En 2009 lanzan el disco Curtição, a través de la discográfica Sony Music, y trae consigo los éxitos "Sufoco", "Chora, Me Liga", "Curtição" y "Coração Só Vê Você", tema de la telenovela Paraíso. Dicho CD fue premiado al Grammy Latino. Durante el mismo año, realizaron una participación especial en el primer CD en solitario del exvocalista de Grupo Tradição, Michel Teló, en la canción "Ei, Psiu, Beijo Me Liga". La canción "Chora, Me Liga", fue la canción nacional más escuchada del año 2009.
En el año 2010, lanzaron el sexto disco y tercer DVD grabado en Ribeirão Preto, delante de casi 40 mil personas. Llamado Coração Apaixonou, entre otros éxitos están "Sem Esse Coração", "Tema Diferente", "Dois Anos", y también cuenta con otros éxitos como "Chora, Me Liga", "Curtição" y "Coração Só Vê Você". El proyecto contó con la presencia del cantante Leonardo en la canción "Deixaria Tudo".
Son premiados de nuevo al Grammy Latino, con el álbum Coração Apaixonou. Realizaron dos espectáculos fuera de Brasil, en las ciudades de Boston y Newark. Para confirmar el éxito, la canción "Sem Esse Coração" forma parte de la banda sonora de la novela "Araguaia". A finales de 2010, lanzan su nueva canción "Chuva", que en las primeras semanas ya era un éxito en las radios.

## Discografía

### Álbumes de estudio
- (2003) Acústico no Bar
- (2004) João Bosco & Vinícius
- (2009) Curtição
- (2011) João Bosco & Vinícius
- (2014) Indescritível
- (2015) Estrada de Chão

### Álbumes en vivo
- (2005) Ao Vivo
- (2007) Acústico pelo Brasil
- (2010) Coração Apaixonou
- (2012) A Festa
- (2016) Céu de São Paulo
- (2018) Segura Maracajú
- (2020) Ao Vivo em Goiânia